# 로버트 B. 에이브럼스
로버트 B. 에이브럼스는 미국의 군인이다. 전직 주한미군 사령관이다.

## 생애
1960년 독일에서 태어났다.

## 전차
미군의 주력 탱크인 M1 에이브럼스 전차의 이름이 그의 부친 크레이턴 에이브럼스의 이름을 따 명명됐다. 로버트 에이브럼스는 한국전쟁 당시 미 1군단과 9군단에서 참모장교로 근무한 부친 크레이턴 에이브럼스 전 미 육군참모총장의 3남이다. 큰형(크레이턴 에이브럼스 3세)은 육군 준장, 작은형(존 넬슨 에이브럼스)은 육군 대장(교육사령관)으로 예편했다.